# 三硒化二砷
三硒化二砷是一种含砷的无机化合物，化学式As2Se3，为棕色固体。它和α-As2S3同晶。

## 制备
三硒化二砷由硒和砷在500℃下直接化合，产物在220～280℃冷却得到。